# Palazzo Giorgi Berziza
Palazzo Giorgi Berziza è un palazzo di Pavia, in Lombardia.

## Storia
L'aristocratica famiglia pavese di Giorgi, fin dal medioevo, possedeva diverse dimore nella stessa zona di Pavia dove si trova il palazzo, come la casa di Sebastiano Giorgi documentata nel 1385. Intorno al 1732 Girolamo Giorgi Berziza, nato nel 1682 da Bartolomeo Giorgi e Teresa Berziza e che aggiunse il cognome materno a quello paterno per distinguersi dai numerosi rami del parentado, decise di rimodellare la propria residenza urbana. Girolamo morì nel 1774 e lasciò l'edificio alla marchesa Camilla Giorgi Pallavicini. Nel 1807 il palazzo fu acquistato da Giovanni Battista Barbieri, originario di Trebiano e fratello del capitano Antonio Barbieri, deceduto durante la campagna di Russia del 1812. Il Barbieri, già esattore della finanza e massone, fece una grande carriera durante il regno d'Italia, tanto che divenne amministratore dell'ospedale San Matteo e pro- podestà del comune. Nel 1831 il palazzo passò all'avvocato Francesco Barbato Barbieri e poi, dopo vari passaggi di proprietà, all'università di Pavia.

## Descrizione
Il palazzo è articolato attorno a un cortile, parzialmente porticato con colonne ioniche in granito. la facciata, a mattoni a vista, doveva, nel progetto originario, essere intonacata ed è arricchita da un'elegante portone in granito. Particolarmente ricca è la decorazione di alcune sale, come quella egizia, commissionata da Giovanni Battista Barbieri nel 1813 e che, oltre ai dipinti, è dotata di porte, lampadario, tendoni e caminetto, nel medesimo stile. Tra gli elementi più curiosi vi il camino, a forma di piramide e circondato da due idoli, uno maschile e uno femminile, provvisto di più mammelle, e la figura del pellicano, simbolo massonico, al di sotto della figura di Iside.

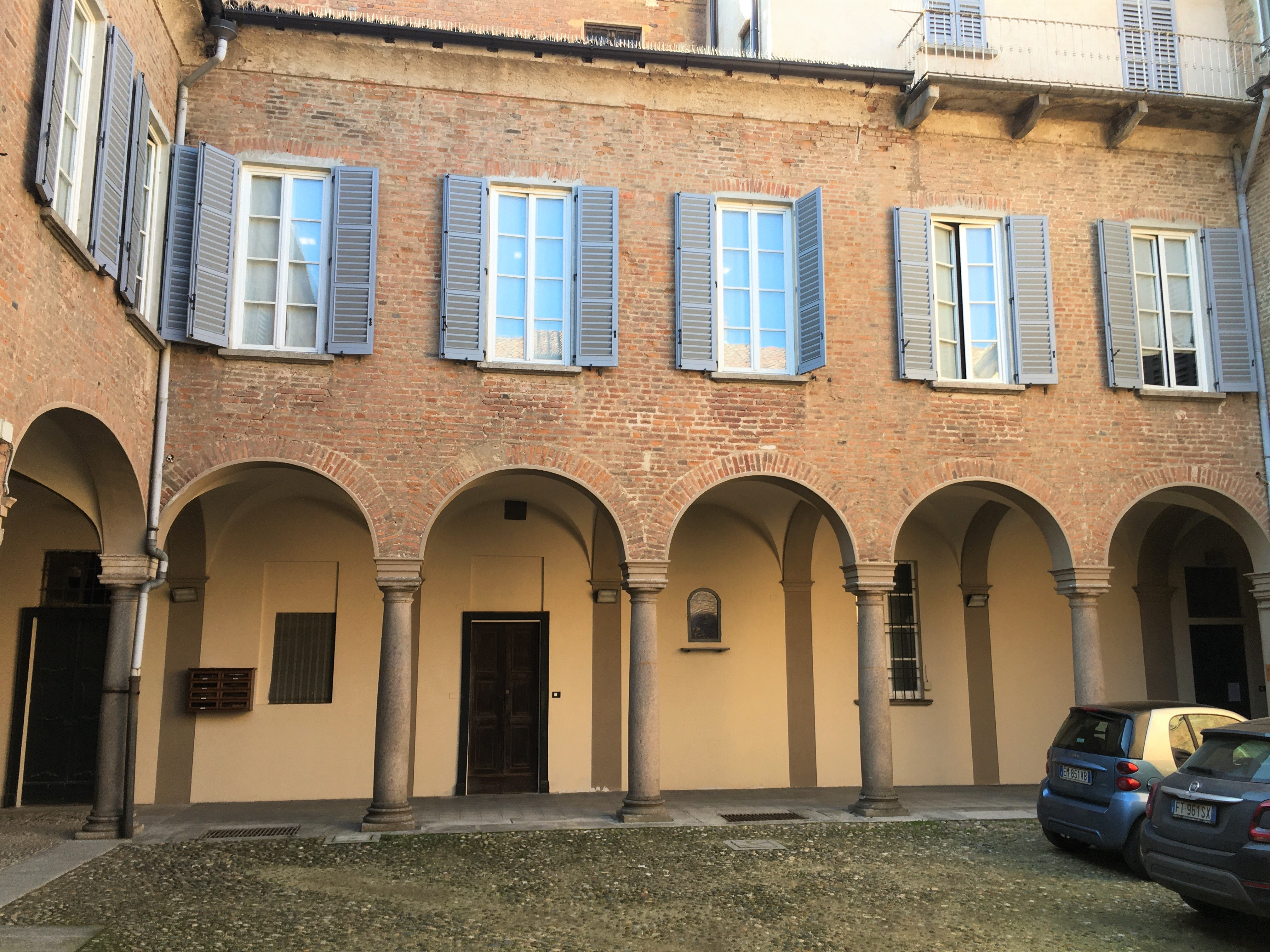
Il cortile interno.
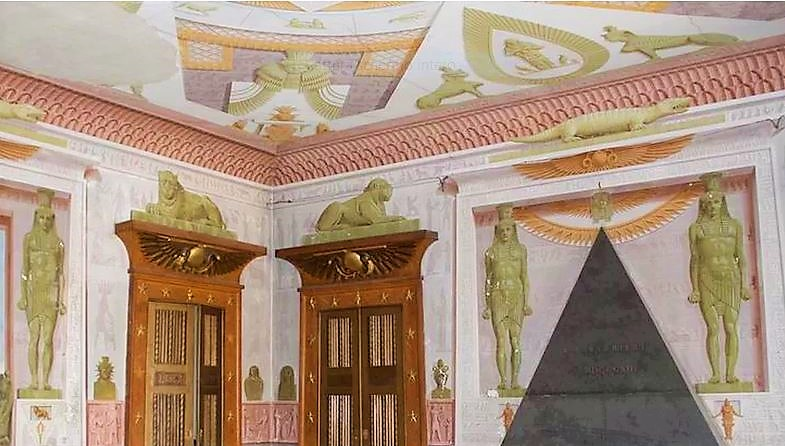
La sala egizia.